# Șoimuș
Șoimuș (Hongaars: Marossolymos) is een dorp in in de regio Transsylvanië, in het Roemeense district Hunedoara. De gemeente bestaat uit 10 dorpen: Bălata (Balátatelep), Bejan (Bezsán), Bejan-Târnăvița (Bezsántelep), Boholt (Boholt), Căinelu de Jos (Alsókajanel), Chișcădaga (Kecskedága), Fornădia (Fornádia), Păuliș (Burjánfalva), Sulighete (Szúliget) en Șoimuș. Het staat met name bekend om zijn mineraalwater. De houten kerk in het dorp dateert uit de 18e eeuw.
De bevolking is tegenwoordig vrijwel geheel Roemeens. In het verleden leefden er ook veel Saksen en Hongaren in het dorp. Van de Hongaarse gemeenschap is slechts een begraafplaats overgebleven waar eens de Hongaarse Gereformeerde Kerk stond. Tegenwoordig wonen er nog circa 40 Hongaren in het dorp die behoren tot de etnografische regio Marosmente.

## Geschiedenis
In het jaar 1278 wordt het dorp voor het eerst genoemd in geschriften. De naam is waarschijnlijk afkomstig van het Hongaarse Sólyom (Valk). Waarschijnlijk was hier de Valkerij van de burcht van het nabijgelegen Deva. In 1440 werd het dorp door de Hongaarse koning cadeau gedaan aan László Hunyadi. Later ging het eigendom over op andere adellijke families. Vanaf de 17e eeuw was de familie Barcsay de belangrijkste landheer. In 1784 werd het adellijke huis en de Hongaarse Gereformeerde Kerk van het dorp in brand gestoken door Roemeense opstandelingen.
Deze werden weer hersteld door Barcsay Ábrahámné Bethlen Zsuzsanna. Tot 1888 was de Gereformeerde kerk van het dorp een zelfstandige gemeente, daarna werd het een filiaal van het nabijgelegen Deva. Tussen de twee wereldoorlogen verlieten de Hongaren massaal het dorp en werd de kerk gesloten. De kerkklok werd overgebracht naar Málnásfürdő (het huidige Malnaș-Băi).